# Buitinga safura
Buitinga safura là một loài nhện trong họ Pholcidae. Loài này được phát hiện ở Tanzania.